# Melissa (computervirus)
Melissa, ook bekend onder de namen Mailissa, Simpsons, Kwyjibo, of Kwejeebo, is een mass-mailing macrovirus. Het wordt vaak aangeduid als een computerworm, ten onrechte aangezien het niet autonoom kan functioneren.
Het computervirus werd oorspronkelijk verspreid op de usenet-nieuwsgroep alt.sex en voor het eerst ontdekt op 26 maart 1999 in een bestand genaamd List.DOC. De maker van het virus, David L. Smith (pseudoniem Kwyjibo), werd gearresteerd en veroordeeld tot 20 maanden celstraf en een boete van 5000 dollar. De arrestatie was uitgevoerd als gevolg van een samenwerking tussen de FBI, New Jersey State Police en Monmouth Internet (telecomprovider). Smith hielp de FBI verder in het onderzoek naar de Nederlandse Jan de Wit, maker van de computerworm Anna Kournikova.

## Beschrijving
Het virus werd losgelaten op 26 maart 1999 door David L. Smith. Hij gebruikte een gekraakt account van AOL om het virus te posten op een nieuwsgroep genaamd "alt.sex." Melissa verspreidde eerst naar gelijksoortige nieuwsgroepen en pornografische websites vooraleer ze netwerken van bedrijven infecteerde.
Het "list.doc" Word-document bevatte een Visual Basic Script dat het virus kopieerde in een template bestand dat door Microsoft Word gebruikt wordt voor gepersonaliseerde instellingen en standaard macro's. Wanneer de ontvanger het bestand opende, laadde de computer het geïnfecteerde bestand in en voerde het script uit. Het virus creëerde een nieuw Outlook-object waaruit hij de eerste 50 namen uit het globaal adresboek van Outlook las. Het virus stuurde vervolgens een kopie van zichzelf naar elk van die adressen om zich te verspreiden.
Melissa werkt op Microsoft Word 97, Microsoft Word 2000 en Microsoft Outlook 97 of 98 e-mailprogramma's. Geïnfecteerd worden door het virus was niet exclusief voor Outlook, maar het virus kon niet verspreiden zonder Outlook.
Een tweede payload gebeurde wanneer de huidige minuut gelijk was aan de dag van het uitvoeren van het virus. Bijvoorbeeld; je opende het document op de 12de en je klok stond op de 12de minuut. Deze schreef de quote "Twenty-two points, plus triple-word-score, plus 50 points for using all my letters. Game's over. I'm outta here." naar huidig geopende Word documenten. Dit vertaalt naar "Tweeëntwintig punten, plus drie keer de woord-score, plus vijftig punten door al mijn letters te gebruiken. Het spel is gedaan. Ik ben hier weg." Dit en de naam Kwyjibo zijn referenties naar een episode van De Simpsons; Bart the Genius.